# Partena (plaatsnaam)
Partena is een plaats (frazione) in de Italiaanse gemeente Colle di Val d'Elsa.